# Contrabbando tra Ala e la Lessinia
Il contrabbando tra Ala e la Lessinia è un fenomeno sociale sviluppatosi nei territori di Ala (comune oggi situato nella provincia di Trento, ad una quindicina di chilometri a sud di Rovereto) e della Lessinia a partire dal XVIII secolo.
Durante il periodo in cui i territori di Ala e della Lessinia si trovarono a svolgere il ruolo di confine tra l'impero austriaco ed il Regno napoleonico d'Italia prima, e tra l'impero austro-ungarico ed il Regno d'Italia poi, nelle valli del luogo si sviluppò un fiorente traffico illecito transfrontaliero, che diede vita ad una vera e propria mitologia, ancor oggi presente nei toponimi, nelle leggende e nelle tradizioni locali. Col Trattato di Saint-Germain i due centri vennero, infine, a trovarsi nella medesima entità statuale, perdendo il loro status di territori di confine.

## Le premesse storico-geografiche
Durante il XVIII secolo, nel periodo di occupazione austriaca del nord Italia, lungo l'altopiano della Lessinia, passava la linea di confine tra l'Impero asburgico (Contea del Tirolo) e la Repubblica di Venezia.

### Le lotte per il confine

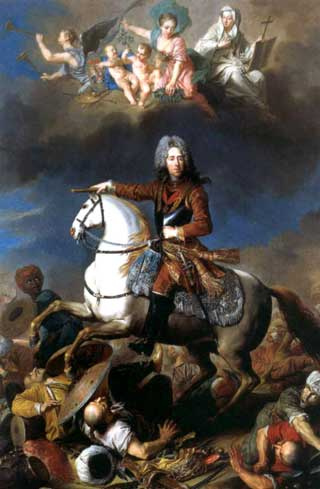
Il Principe Eugenio di Savoia

Il confine era stato soggetto a tumultuosi sconvolgimenti sin dal 1405, quando Verona era passata sotto il controllo di Venezia, seguita pochi anni dopo dai territori di Ala, Avio e Brentonico (ceduti per volontà testamentaria del conte di Castelbarco) e, in seguito, dai feudi di Lizzana, dal castello di Rovereto e da Mori, quest'ultima nel 1439.
Con la sconfitta nella battaglia di Calliano del 1487 l'Imperatore Massimiliano d'Austria riuscì a riconquistare il territorio di Rovereto e dei Quattro Vicariati, che in seguito furono restituiti da suo nipote Carlo V e dal figlio di questi Ferdinando al principe vescovo di Trento, che vantava su di essi antichi diritti.

### La pace e l'apertura del sentiero di Val Fredda
Agli inizi del Settecento, nel periodo in cui stava per prendere avvio la guerra di successione spagnola, il Tirolo venne a trovarsi tra il fronte della Baviera a nord e i francesi, che da meridione premevano per riunirsi agli alleati. Il principe Eugenio di Savoia, condottiero al servizio dell'Austria, risalì da Ala la Val Fredda con un intero esercito, per poi scendere per Fosse (oggi frazione di Sant'Anna d'Alfaedo). Congiuntosi con due reggimenti saliti da Peri (oggi frazione di Dolcè), riuscì a evitare lo sfondamento dei francesi.
Il sentiero, che venne poi praticato da altri eserciti, rappresentava una via alternativa a quelle più note, e ben presto divenne noto tra i contrabbandieri.
Con la pace di Aquisgrana del 1748, si conclusero le guerre di successione. La Repubblica di Venezia, che si era mantenuta neutrale in tutte le contese, era ora nella necessità di definire i confini con la Casa d'Austria. La Serenissima venne sollecitata a questo passo dalle relazioni e dagli ammonimenti dei suoi ambasciatori, che segnalavano continui abusi che in molti punti del confine venivano messi in atto con risultati dannosi.

### Il trattato di Rovereto
L'Austria, indebolita dagli scontri, era nelle condizioni di dover accettare compromessi: graziata dalla neutralità veneta, avrebbe dovuto fornire concessioni per ricambiare il favore ed evitare nuove ostilità.
Nel 1750, a Rovereto si costituì il Congresso per ragioni di confine, dove inviati plenipotenziari dei due stati avrebbero dovuto raggiungere un accordo sulle questioni territoriali e gettare le basi per una lunga amicizia. 
I rappresentanti dell'Austria (Paride di Wolckenstein e Giuseppe Ignazio de Hormayr) e quelli di Venezia (Pietro Correr e il cavalier Francesco Morosini) coinvolsero i rappresentanti delle comunità di confine, svolsero sopralluoghi e giunsero infine a un documento condiviso, il trattato di Rovereto del 5 settembre 1753.

### L'invasione francese e l'inizio del contrabbando
Nel 1754, il nuovo confine divise dunque i Vicariati trentini di proprietà austriaca, dall'Alto Veronese, appartenente a Venezia. La condizione rimase stabile fino al 1798, quando la caduta della Repubblica di Venezia per mano di Napoleone Bonaparte rimise in discussione le relazioni di vicinato austriache.
I dazi doganali francesi sottoponevano le popolazioni a privazioni, quando oltre il confine austriaco le condizioni erano decisamente migliori: tra i montanari della Lessinia emersero due fenomeni sociali, l'emigrazione e il contrabbando, quest'ultimo agevolato dai territori boscosi e montuosi della zona.
Nel 1815, il Veronese, come il resto del Veneto, venne acquisito dall'Austria, creandosi in tal modo una condizione completamente nuova: il contrabbando non aveva più ragion d'essere e così rimase fino al 1866, quando invece, con l'annessione del Veneto al Regno d'Italia, il contrabbando tornò a essere una delle fonti di sostentamento primarie di larghe fasce della popolazione, aggravato dalla svolta protezionistica del regno.

### L'unificazione
Nel 1915, lo scoppio della prima guerra mondiale ebbe l'effetto di spingere le popolazioni a rimuovere i simboli asburgici dai cippi di confine, ma non ebbe effetti sulla posizione del confine stesso. Con il 1918 e la fine delle ostilità, il Trentino e l'Alto Adige furono annessi all'Italia.
Il confine non fu tuttavia dismesso e rimase come divisione amministrativa tra le regioni del Veneto e del Trentino-Alto Adige. La suddivisione amministrativa fu ulteriormente rinforzata nel settembre 1943, quando con l'armistizio di Cassibile l'Italia cedette le armi e capitolò.
Il Trentino-Alto Adige venne dichiarato dalla Germania zona di operazioni delle Prealpi e di fatto incorporato nel Grande Reich fino al 1945. Con la caduta tedesca, i territori furono resi all'Italia, e il confine riprese la sua funzione amministrativa, questa volta tra la regione del Veneto, quella a statuto speciale del Trentino-Alto Adige, nonché tra le provincie di Verona e Trento.

## Il contrabbando tra Ala e la Lessinia

### Le premesse al fenomeno

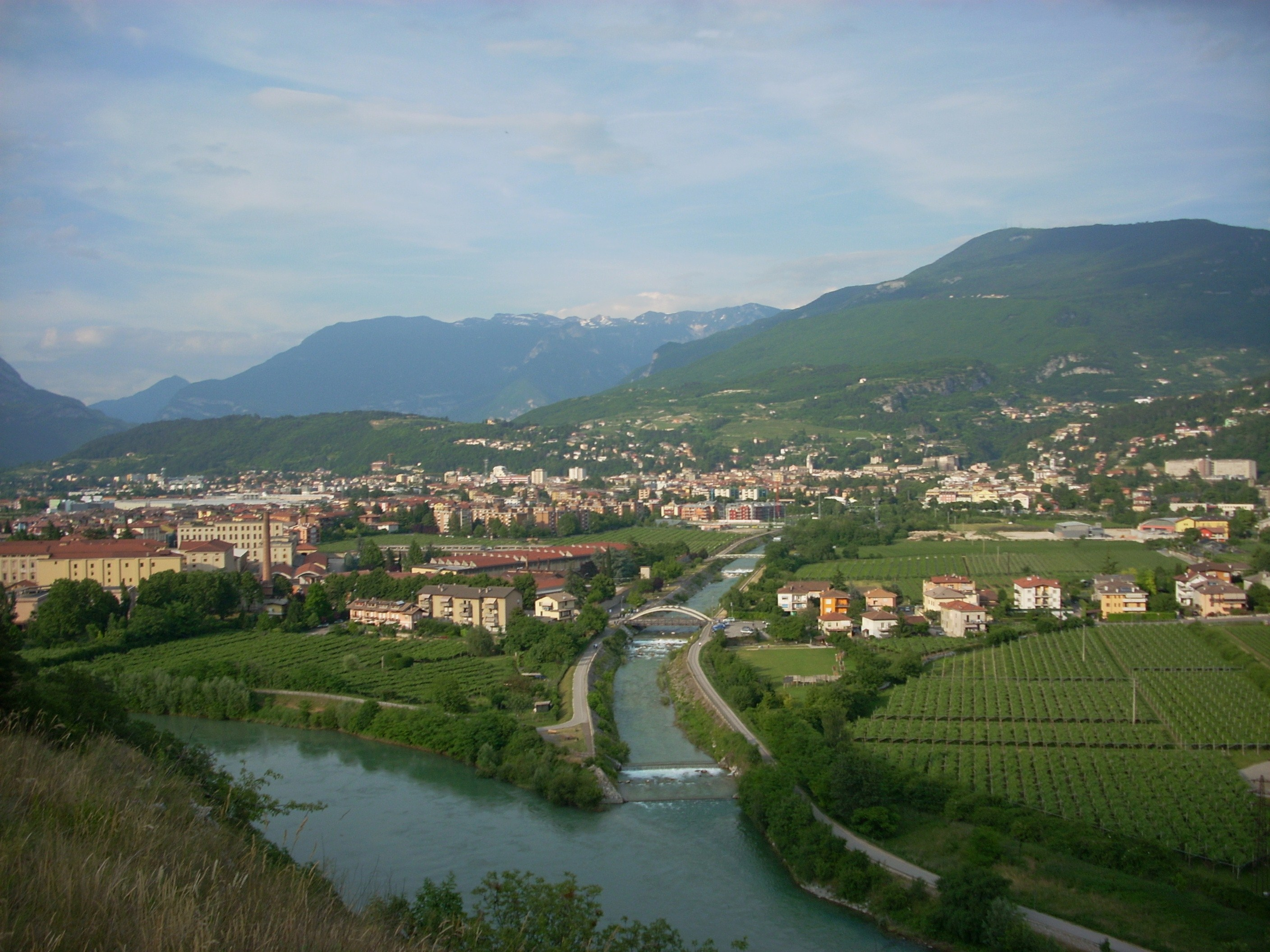
la principale città della Vallagarina, Rovereto

A causa delle vicende storiche, il Tirolo meridionale si trovò più volte ad essere una terra di confine e, in quanto tale, soggetta a contatti e scambi fra le popolazioni.
Dell'importanza dei confini e del loro controllo si era resa conto a suo tempo anche la Repubblica veneziana nel Settecento, che aveva abilitato un ingegnere per la redazione delle mappe, assai importanti per dirimere questioni di confine.
Nel 1702 Venezia diede incarico al perito Gasparo Bisognato di disegnare "li confini tutti di questo Serenissimo Dominio con lo Stato Austriaco e indicare nello stesso disegno li siti tutti dove debbano fissarsi li custodi e caselli". Uno di questi passaggi era proprio lo sbocco della Val Bona.
La morfologia del territorio, con valli che scendevano nella Vallagarina, passi impervi e passaggi scoscesi, agevolava lo sviluppo di attività clandestine.
Con la svolta protezionistica del Regno d'Italia e la rinnovata politica doganale, i prodotti stranieri che arrivavano in Italia dallo stato austriaco venivano sottoposti a pesanti dazi e tasse, alle quali la maggior parte della popolazione non riusciva a far fronte a causa di una diffusa povertà presente in tutto il paese.

### Il contrabbando
L'attività di contrabbando transfrontaliero era dunque diffusa e praticata da una rilevante fascia degli abitanti dei luoghi. Si trattava di un'attività faticosa e rischiosa, ma redditizia.
Per dare un'idea della diffusione del fenomeno, bisogna ricordare come, quando la conclusione del primo conflitto mondiale e l'accorpamento dei due territori portarono alla sparizione del confine, molti paesi rimasero spopolati per via del trasferimento degli abitanti dovuto alla scomparsa della fonte di reddito primaria.
Il divieto di coltivazione del tabacco nello stato Veneto promosse l'espansione del contrabbando dal territorio austriaco.
Ala divenne un modesto centro di produzione, ma sviluppò un'intera industria di raccolta e lavorazione dei tabacchi, affiancata dalla fiorente attività di centro di esportazione illegale.

### La coltivazione del tabacco
Nella Val Lagarina la coltivazione del tabacco si era sviluppata affiancata a quella del gelso sin dalla metà del Seicento. Alla metà del Settecento venivano prodotte oltre 36.000 libbre (16.329 chilogrammi) stecche di tabacco oltre il consumo interno, per un valore di 4.800 fiorini.
Con il 1829 la coltivazione del tabacco divenne un monopolio di stato e nel 1852 in Val Lagarina se ne coltivavano 12 milioni piante, tanto che nel 1855 iniziò l'attività della manifattura di Borgo Sacco, che impiegava 1.000 operai. L'attività prosperò, e la manodopera salì a 2000 unità nel 1912, in gran parte originaria di Ala. 
Nel XVIII secolo le più rinomate industrie del tabacco in Ala erano quelle delle famiglie Marchiori, Scarpetta, Brasavola, Baldassari, Burri e Marchesini: queste industrie dopo le guerre napoleoniche subirono duramente le pesanti tasse del governo bavarese e poi di quello austriaco.
L'economia della Val Lagarina ne risultò danneggiata, e il contrabbando trovò nuova linfa vitale nel commercio con il Veronese, soprattutto dopo il 1866 quando il Veneto passò al Regno italico, mentre la Lessinia alense e il Baldo aviense divennero i nuovi confini tra l'Impero austro-ungarico e l'Italia.

### I sentieri documentati
I contrabbandieri durante la notte percorrevano con i muli caricati i sentieri delle valli trasportando tabacco, salgemma e pani di zucchero che venivano spesso scambiati con cereali, scarsi nella Val Lagarina per le limitate coltivazioni. I percorsi e le valli battute dai contrabbandieri andarono via via acquisendo il toponimi, dapprima non ufficiali e poi documentati, delle famiglie e dei contrabbandieri che erano noti per operarvi.
Tra i sentieri, alcuni sono ben documentati.

#### Passo di Rocca Pia
Il sentiero del passo di Rocca Pia (1248 metri s.l.m.) conduceva da Borghetto, in Val Lagarina, verso il passo di Pealdetta passando sul lato ovest dei Corno d'Aquilio. Da lì poi permetteva di giungere a malga Pealda. Il dislivello complessivo era di oltre mille metri.

#### Valle dei Falconi
Il sentiero della Valle dei Falconi, nei pressi dell'attuale Passo Fittanze (circa 1400 metri s.l.m.), risaliva l'omonima valle, immettendosi quindi nella Val Fredda e passando nelle vicinanze della località Sega di Ala, facendo capo anche all'Osteria Boldiera (oggi albergo alpino).

#### Podesteria
Il sentiero che transitava a nord di Podesteria raggiungeva i 1600 metri s.l.m., ed era il più elevato in quota tra quelli battuti dai contrabbandieri locali. Si immetteva nel Trentino attraverso la Val Bona; molto probabilmente era utilizzato anche il sentiero che passava attraverso la valle parallela, la Val Matta, così chiamata perché difficile da percorrere rispetto a quella vicina che risultava invece più agevole (da cui il nome "bona").

#### Passo Pertica
Il sentiero di Passo Pertica (oltre i 1500 metri s.l.m.) si dirigeva verso nord scendendo nella Valle dei Ronchi. A questo passo si poteva accedere salendo da Giazza provenendo dalla val d'Illasi e passando per il rifugio Revolto, vicino al quale passava il confine dove vi era una piccola caserma della guardia di finanza. In alternativa, si poteva percorrere la Via Vicentina o Vesentina, proveniente da Durlo, in provincia di Vicenza, la quale attraversando la contrada Pagani di Campofontana, proseguiva per Malga Laghetto, Malga Fraselle, saliva sul Monte Zevola, continuando fino ad attraversare il Passo Tre Croci e Campobrun. Questa via, forse già utilizzata come strada militare in epoca romana era chiamata Gassa, ossia strada di interesse militare e commerciale, dai Longobardi, e toccava tre province: Vicenza, Verona e Trento.

### La tacita collaborazione

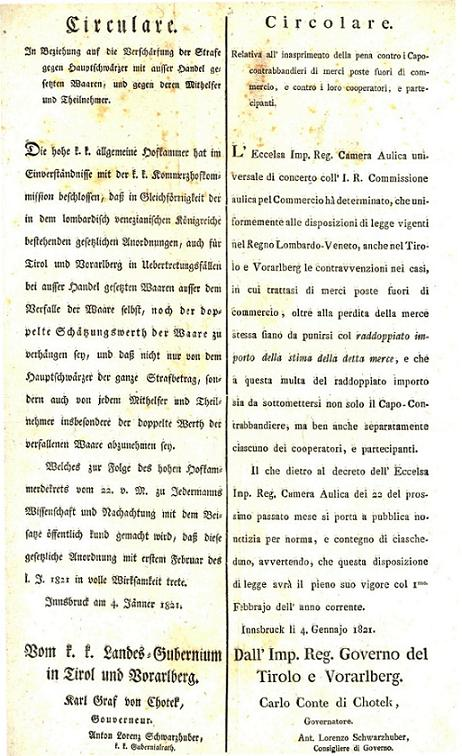
Un bando contro il contrabbando emanato dall'Impero austro-ungarico

Poiché il contrabbando era una conseguenza delle difficili condizioni economiche, benché fosse ufficialmente illegale era in realtà spesso tacitamente consentito dalla Guardia di Finanza del versante tirolese, la quale chiudeva un occhio, perlustrando le zone dove non sarebbero passati i carichi di merce.

### La Val Bona
Una delle vie più usate per il contrabbando di varie merci e di alimentari era il vecchio tracciato della Val Bona, che era stato per secoli un accesso privilegiato all'altopiano dei Lessini; un altro punto di passo noto era il confine della Sega.
La val Bona si sviluppa parallela alla valle dei Ronchi in cui confluisce alla Bocca di Ala, tra il Foppiano a ovest e la costa val Bona a est, incisa dall'omonimo torrente che nasce sui Lessini.

#### Le vie del contrabbando
Finché la strada che saliva alla Sega era poco più di un tratturo il percorso della Val Bona fu utilizzato per far salire gli animali del territorio alense sui pascoli della Lessinia centrale. 
Con l'emergere del fenomeno, divenne la più usata dai contrabbandieri che con i muli caricati o con le merci sulle spalle, nel cuore della notte, in colonna percorrevano la Valle impiegando cinque ore per salire verso l'edificio della Veceta nei mesi da maggio a ottobre. 
Anche nel periodo invernale se era possibile il contrabbando continuava, perché le cattive condizioni meteorologiche rendevano difficile individuare i portatori.

#### I punti di ristoro
Uomini e animali potevano accedere a un solo ristoro alla località delle Nevi, dove c'era una sorgente d'acqua, e su un piccolo pianoro protetto da faggi secolari dove vi erano alcuni casolari che fungevano da osteria e magazzini. 
L'attività di tale struttura, appartenente al comune di Ala, non era stata formalmente definita, cioè era priva di un regolare riconoscimento e permesso ufficiale per le funzioni che gli affittuari svolgevano. Oltre a ristoro fungeva da magazzino di scambio, poiché qui convenivano i contrabbandieri provenienti dal versante veronese, che puntavano al confine cercando di evitare i finanzieri della piccola caserma. 
Benché i motivi per lo sviluppo del contrabbando fossero consistenti fin dal 1866, cioè quando il confine con l'Austria passava sul crinale dell'altopiano della Lessinia, scendendo fino alla zona di Revolto, non si trovano molti documenti in cui sia menzionato il casolare della Veceta. 
Il documento più antico che è reperibile ad oggi presso la Biblioteca Civica di Ala riguarda l'asta e il relativo contratto di affitto stipulato presso il comune di Ala da Isacco Zomer e Valentino Mattei.

### Il casolare della Veceta

#### Alcune ipotesi sulla toponomastica della Vecèta di Val Bona
La località della Veceta ("vecchietta") ha nel corso degli anni del contrabbando acquisito un valore mitico o favolistico, arrivando a generare leggende legate alla figura della vecchia. 
Tra queste, le più affermate sono quelle che citano una voce di una donna anziana che incoraggiava i contrabbandieri lungo la faticosa salita nella valle boscosa, o quella che indica nella sorgente il frutto delle lacrime di una vecchina che abitava i boschi ed era rimasta sepolta sotto una cascata. Il nome viene anche fatto risalire alla figura (non comprovata) di una vecchietta che avrebbe gestito l'osteria.
Un'ipotesi più solida, stante la difficoltà nel risalire all'origine del toponimo data la sua antichità, è che il nome derivi dal nome della Valle delle Vecce, che si dirama dalla Val Bona nella sua parte iniziale. Inoltre, veccia (gen. Vicia) è anche il nome di alcune specie della famiglia delle Leguminose (Fabaceae) coltivate come foraggere.

#### Posizione e attuali condizioni
Per raggiungere il casolare della Vecèta si può risalire la Val Bona da Ala oppure partire in vicinanza della Podesteria, scendere alle malghe delle Scorteghere di Cima e imboccare la strada che immette nella Val Bona, poi seguire il sentiero segnato con il numero 113 e scendere nel bosco fino alla quota di 1250 m sotto il monte Aguz. Il sentiero scende a tratti ripido e tortuoso, fino ad un gradone roccioso dove vi è uno stretto e allungato tratto quasi pianeggiante tra grandi faggi, in cui addossata alla roccia si trova quanto rimane della struttura dell'edificio principale.
Oggi dell'edificio restano solo i muri perimetrali con un'altezza variabile da 1 a 2 metri, un vano di ingresso, e all'interno si riconosce la divisione in almeno due locali: alla destra un piccolo locale dove era presente il focolare e alla sinistra un locale più grande dove veniva ospitata la gente di passaggio. Davanti ai resti dell'edificio si riconoscono appena le tracce del basamento di altre due piccole strutture, forse dei piccoli depositi. Il sentiero attualmente passa attraverso questi due resti, ma non si può escludere che un tempo girasse da un'altra parte e che l'insieme dei basamenti costituisse un sistema unico di almeno due edifici.

#### Il Casolare della Veceta nei documenti della Biblioteca Comunale
Il primo documento che certifica la presenza dell'edificio e di un'attività commerciale nel casolare è costituito dal "capitolato d'asta per l'affitto quinquennale del casolare detto della “Vèceta” del Comune di Ala". Il documento fornisce le informazioni e le condizioni a cui veniva concessa l'affidamento dell'immobile per il periodo 1885-1890, ed era stato preparato per il bando d'asta che si teneva l'anno precedente, il 1884, primo atto di una complessa serie di operazioni burocratiche interne tra i diversi livelli di potere e tra i concorrenti e il comune. 
Il piccolo casolare, situato in una posizione così scomoda, aveva dunque valore notevole. Probabilmente questo canone era indice dell'importanza strategica della Vecèta e dell'elevato volume di traffico che era prodotto dal movimento delle merci di contrabbando.

#### L'edificio in passato
Dalla relazione di stima del casolare fatta il 20 settembre 1885 dai geometri Romolo Scomazzoni e Luigi Dalla Laita si può ricavare la consistenza delle strutture allora esistenti. All'epoca gli edifici stimati erano tre, e non uno solo come appare oggi dai ruderi rimasti.
C'era un casolare usato come stalla delle dimensioni di 3 metri per 3,80, pensato per far riposare gli animali da soma che salivano. Già allora si trovava in cattivo stato poiché mancava del tetto, ed i muri minacciavano di cadere.
Vi era poi un secondo casolare annesso, usato come ripostiglio, la cui muratura era in discreto stato e misurava internamente 6 metri per 4 ed era alto 2,20 metri. Il pavimento, il soffitto ed il tetto erano era formato da assi di legno in larice e abete, ed era dotato di porta e di tre finestre.
Vi era infine un terzo casolare utilizzato come bottega delle dimensioni di 5 metri per 5 con una porta principale e due finestre con inferriate, più una seconda porta che portava nel casolare vicino. 
Dalla descrizione sappiamo che c'erano un camino e un focolaio con cappa di larice, che il pavimento era ricoperto di assi d'abete e che anche i muri erano ricoperti di tavole per limitare gli effetti dell'umidità.

## La storia di Tönle
Il contrabbando è sempre stato uno degli elementi che hanno caratterizzato la zona del confine Trentino-Veneto. Su questo tema autori come Mario Rigoni Stern hanno basato le loro storie, una di queste è la Storia di Tönle.
Pubblicato nel 1978, l'opera prende spunto dall'esperienza autobiografica dell'autore. 
Al centro del racconto sono le montagne dell'altopiano di Asiago, mondo della memoria e della natura che impronta tutta l'opera dell'autore. 
Il romanzo racconta di Tönle Bintarn, un contadino veneto, pastore e contrabbandiere, che si trova coinvolto nei grandi eventi storici della prima guerra mondiale. Dopo aver ferito una guardia della Finanza durante un'operazione di contrabbando, è costretto a fuggire. Nella sua fuga il contadino rimane legato alle proprie origini e ai suoi luoghi, e il ricordo gli consente di sopravvivere alla durezza della guerra e della prigionia.

## I cippi di confine

I vari tipi di cippi presenti in Lessinia

La linea confinaria territoriale fra la Casa d'Austria e la Repubblica di Venezia, sul Monte Baldo e la Lessinia, definita con il Trattato" di Rovereto, fu contrassegnata sul terreno durante l'autunno del 1754, sulla base di quanto stabilito, in linea generale, dallo stesso Trattato.
Il Trattato aveva deciso che il Confine Territoriale doveva "Stabilirsi a norma de' Possessi privati, tali quali in ora ritrovansi, riconosciuti concordemente dalle Parti, ed indicati in adesso alla Commissione". Assumevano così importanza fondamentale i confini fra possessi privati Veneti e Trentini, che esistevano in gran parte dei terreni interessati. 
Seppur in qualche punto contestati, erano per lo più sufficientemente definiti dalle secolari controversie fra le comunità di Ala, Avio e Brentonico da una parte, ed i proprietari Veneti dall'altra. Questi ultimi, eminenti casate o congregazioni religiose, seppero difendere sempre efficacemente le loro proprietà.

### Tecnica e condizioni delle pietre
I cippi confinari furono realizzati in marmo rosso ammonitico veronese. Si tratta di una pietra dura, costituita da calcari rossastri, rosati o bianchi, a seconda dei tratti. Di questi cippi, quelli infissi in Val Lagarina furono estratti in una cava presso Rovereto e lavorati a Crosano (Brentonico) dai maestri lapicidi Sandri e Milian, mentre quelli sulla Lessinia furono estratti e lavorati in loco. 
Le pietre sono infisse nel terreno con una tecnica primitiva, senza cemento, per cui molti sono stati inclinati semplicemente dalla mole dei bovini delle mandrie di passaggio.
Alcuni appaiono tranciati di netto, probabilmente danneggiati dai traini d'artiglieria nel 1915/1916. 
Dopo l'infissione originale, i termini subirono interventi per modificare le scritte, dovute alle variazioni istituzionali degli Stati confinanti, oppure addirittura rimpiazzi per demolizioni o sparizioni, con tipi diversi e con scritte rispecchianti lo status del momento. 
Sui termini territoriali principali e intermedi, dopo il 1815, vennero scolpite in piccoli incavi, le scritte: R. Lombardo Veneto da una parte e Provincia del Tirolo dall'altra; sui lati più corti vennero scolpiti il numero progressivo e l'anno, che erano stati in parte obliterati per aggiungere le nuove scritte.
Oltre ai termini in pietra nei punti in cui era impossibile il trasporto, come il versante della Val Lagarina, la linea confinaria è stata definita con delle croci incise sulla roccia. Ne sono un esempio i termini 111, 112, 113 ed altri non numerati.